# Per Dybro Sørensen
Per Dybro Sørensen, né en 1953 à Bagsværd au Danemark, est un guitariste, compositeur et professeur de musique classique danois.

## Biographie
Per Dybro Sørensen, né en 1953 à Bagsværd, grandit à Nykøbing Mors. Il étudie la guitare au Royal College of Music d'Aarhus, avec Maria Kämmerling (en), puis intègre le Conservatoire de musique de Bâle (de) dans la classe de Konrad Ragossnig (en), recevant le diplôme de concertiste en 1981.
Il fait ses débuts en interprétant des compositeurs danois comme Axel Borup-Jørgensen (en), Vagn Holmboe, Lars Hegaard et Hans-Henrik Nordstrøm (fi) aussi bien que les premières créations danoises de pièces de Peter Maxwell Davies, Hans Werner Henze, André Jolivet et Luciano Berio.
Il donne des concerts en Europe et en Amérique du Nord.
De 2012 à 2014, il étudie la composition avec le compositeur danois Peter Bruun (en).
Il fait partie de l'Union des compositeurs danois.

## Discographie
Il forme un duo avec Jan Sommer et interprète les sonates de Domenico Scarlatti à deux guitares.